# SHANADOO
SHANADOO（シャナドゥー）は、日本の芸能事務所、プラチナムプロダクションに所属する、女性4人からなる歌手グループ。

## 略歴
2004年の全日本GT選手権（現：SUPER GT）イメージガールとして結成された「vivace」がその前身である。福田淳子、渋谷千賀、福愛美の3人は、GT終了後もvivace名義で活動をしばらく継続していたが、さらなる発展のために2006年、源田マリナを新メンバーに加え、ユニット名を「SHANADOO」に改名。海外進出に取り組み同年6月16日、ドイツにて、人気だったE-ROTICというアーティストの、2001年に日本でも発売したアルバムの中の「KING KONG」という曲のカバーでデビュー。いきなりドイツのシングルチャートで15位にランクインし、話題となる。同年9月16日にはセカンドシングル「MY SAMURAI」、11月17日にはサードシングル「GUILTY OF LOVE｣を立て続けにリリースした。
2007年2月28日、前年12月1日にリリースされたアルバム「WELCOME TO TOKYO」を日本で発売。これ以降もドイツと日本を行き来しながら活動を地道に行い、同年12月7日にはドイツでセカンドアルバム「The Symbol」をリリースした。
2008年以降は主に日本を拠点としながらライブ活動を積極的に行っていたが、2009年になり活動を本格化。同年11月25日にアルバム「Launch Party!!」を発売したが、2011年以降の活動は留まっている。
なお、「SHANADOO」という名前には特定の意味がなく、ドイツ人にとって日本を感じさせる響きのある言葉として選ばれた。

## メンバー
- Jun：福田淳子（ふくだ じゅんこ、1984年2月20日 - ）
- C'k：渋谷千賀（しぶや ちか、1985年9月14日 - ）
- ROSE：福愛美（ふく まなみ、1986年10月14日 - ）
- MARINA：源田マリナ（げんだ まりな、1989年1月9日 - ）

## 作品

### シングル（ドイツ盤）
- KING KONG（2006年6月16日）
- My Samurai（2006年9月16日）
- Guilty of Love（2006年11月17日）
- Hypnotized（2007年3月9日）
- Japanese Boy（2007年10月5日）
- Think About（2007年12月7日）

### アルバム（ドイツ盤）
- Welcome to Tokyo（2006年12月1日）
- Welcome to Tokyo -Limited Edition-（2007年4月27日）シングル曲のPVやメイキング映像を収録したDVD付き
- The Symbol（2007年12月7日）

### アルバム（日本盤）
- WELCOME TO TOKYO（2007年2月28日、avex trax）
- Launch Party !!! (2009年11月25日、avex trax)

### その他
- NΦ CRIME（携帯サイト「週刊コナミ」配信の宮部みゆき著「クロスファイア」コミカライズ版テーマソング。KONAMI,Dance Dance Revolution フルフル♪パーティー収録。前田尚紀(NAOKI)作曲）

## 出演

### Web
- SHANADOO モッテコ書店 （2010年2月9日）